# طغان (ورامین)
طغان ( طغان شهر )، روستایی از توابع بخش جوادآباد شهرستان ورامین در استان تهران ایران است.

## جمعیت
این روستا در دهستان بهنام عرب جنوبی قرار دارد و براساس سرشماری مرکز آمار ایران در سال ۱۳۸۵، جمعیت آن ۷۵۳ نفر (۱۷۷خانوار) بوده‌است.

## تاریخچه
یکی از روستا های قدیمی ورامین می باشد که قدمت دیرینه ای دارد . در تاریخ اجتماع دوره قاجار ورامین در اسناد طغان در دوران قاجاریه از طغان به عنوان شهر طغان و در جائی دیگر به عنوان ده طغان یاد شده . گویا ده طغان بخش محدودی از منطقه ای بوده حاج آقا میرزا آقاسی در جایی نوشته سیاه آب های شوران و علی آباد را با نهر عظیمی که ۵۰ سنگ آسیاب را بگرداند ... به شهر طغان که تعمیر کرده طغان شاه بوده و در حال مخروبه شده بردم و آن زمین را مزروع ساختم بیست ده معتبر بزرگ باشد . حاج میرزا آقاسی دستور حفر قنواتی برای روستا های طغان و قلعه شوران و شوش آباد داده است . همچنین قلعه های شهر طغان را ساخته است . در ضمن ناصرالدین شاه ده طغان را برای هزینه سفر به خارج فروخته است . شغل بیشتر اهالی آن دامپروری و کشاورزی است . قدیمی ترین اقوام ساکن روستا شاهسوند ، تاجیک ، آقائی ، نفری ، کلکو و زندی می باشند و قلعه ای در داخل روستا بوده که اکنون کاملاً تخریب شده است . تپه باستانی بزرگ شمال روستای طغان که آثار سفال دوران های مختلف در اطراف آن به چشم می خورد . قدمت این تپه به دوران سلجوقیان تا ایلخانیان می رسد . طبق پژوهشنامه اداره کل میراث فرهنگی تهران .